# Virgen María de Grushew
Virgen María de Grushew, (o Grúshevo) Hrushiw es una advocación mariana venerada desde 1806 que posteriormente se apareció el 26 de abril de 1987 a una niña de la región, y es venerada por algunos fieles de la Iglesia Ortodoxa en Ucrania. Grushew (Hrusiv, Grucevco, Grúshevo) es una aldea al oeste de Ucrania en la zona de Dragobichski, una comarca situada en la región de Lvov, de no más de 400 habitantes, cerca de la frontera con Polonia.

## Historia
La primera manifestación fue en el siglo XVI cuando los cosacos estaban en guerra contra el Rey de Polonia. Fue en el agua que se contenía en el interior del tronco de un sauce, pues ésta agua tenía poderes curativos según los aldeanos del lugar. 
Tiempo después un ferviente creyente, colocó en lo alto del árbol, una imagen de un cuadro o ícono de la Virgen María con la leyenda “Año de 1806, por el pecador pintor de iconos Stefan Chapovski”. Crecieron los peregrinos y la fama del lugar y sus curaciones.
En 1840, alguien contrario la fe de los creyentes, envió a cortar el árbol. En 1855 una epidemia de cólera asoló la región, sin faltar quien dijera que era castigo por haber cortado el árbol, por lo que de inmediato los aldeanos buscaron, encontraron e instalaron una capilla de madera junto a los restos vivos de aquel árbol y con ella la misma imagen que en 1806 se había instalado y de inmediato a su instalación, la epidemia de cólera cesó, a la vez que tres velas ardientes, la aparición de la Virgen y el tañido de campanas de origen desconocido, confirmaban aquello como un buen gesto. 
Un año después en 1856, la capilla fue consagrada en el 15 de agosto, día festivo de la dormición de la virgen, o sea de la Asunción de María. En 1878 otra iglesia fue erigida a lado de la anterior, utilizada como convento para monjes. Se llamó de la Santísima Trinidad.
En 1914 la virgen se apareció a 22 campesinos, durando la visión de un día hasta el siguiente, y dándoles un mensaje profético que anunciaba y predecía “épocas dolorosas para el mundo y Ucrania”, “una guerra mundial es inminente”, “Rusia se convertirá en atea en un país sin Dios”, y “Ucrania perderá su soberanía por 80 años, y sufrirán persecuciones por su fe, pero después de eso Ucrania será libre”.
Entre 1954 y 1955, la Madre de Dios se aparece de nuevo 11 veces, a Seredne, dándoles mensajes similares a los de La Viirgen de Fátima y la Virgen de Medjugorje. 
El 26 de abril de 1987 María Kyzin Hrushiv, de 12 años, vecina de la capilla consagrada, al salir hacia la escuela y pasar junto a la capilla, ve una extraña luz sobre la capilla por lo que se detiene a observar con detenimiento, cuando nota sobre una de las caras de la torre octagonal de la cúpula, una mujer vestida de negro con un nimbo, una corona y un niño sus brazos, que la llamaba. Kyzyn retorna a su casa a avisarle a su madre, misma que va con la niña y reconoce a la Virgen, por lo que ambas se arrodillan y se ponen a rezar.
La imagen continuó visible para todos hasta 4 meses de manera constante en diferentes partes sobre la capilla.
Otro vidente que se encontró 7 veces con la Virgen María, y y recibió mensajes directos, los escribió y se entrevistó en innumerables ocasiones con Juan Pablo II compartiendo los mensajes fue Joseph Terelya, místico católico que estuvo en campo de trabajos forzados.